# Bomolochus ensiculus
Bomolochus ensiculus är en kräftdjursart som först beskrevs av R. Cressey in R. Cressey och Collette 1970.  Bomolochus ensiculus ingår i släktet Bomolochus och familjen Bomolochidae. Inga underarter finns listade i Catalogue of Life.